# 96 (število)
96 (šéstindevétdeset) je naravno število, za katero velja 96 = 95 + 1 = 97 - 1.

## V matematiki
- sestavljeno število.
- šesto osemkotniško število {\displaystyle 96=3\cdot 6^{2}-2\cdot 6\,\!}.
- peto nedotakljivo število, saj ne obstaja nobeno takšno celo število x, da bi bila vsota njegovih pravih deliteljev enaka 96.
- Zumkellerjevo število.

## V znanosti
- vrstno število 96 ima kirij (Cm).
- monitor osebnega računalnika, združljivega z IBM, na katerem teče operacijski sistem Microsoft Windows ima standardno ločljivost 96 dpi.

## Drugo

### Leta
- 496 pr. n. št., 396 pr. n. št., 296 pr. n. št., 196 pr. n. št., 96 pr. n. št.
- 96, 196, 296, 396, 496, 596, 696, 796, 896, 996, 1096, 1196, 1296, 1396, 1496, 1596, 1696, 1796, 1896, 1996, 2096, 2196